# قم (إربد)
تقع بلدة قم في المملكة الأردنية الهاشمية محافظة إربد لواء الوسطية. على بعد أربعة عشر كيلو متراً إلى الشمال الغربي من مدينة إربد، وعلى مسافة 72كم من عمّان. ترتفع عن سطح البحر حوالي 340 متراً. تعد إحدى القرى السبع التابعة للواءالوسطية ومركزه الإداري كفر أسد، تقع منطقة قم في الجنوب الشرقي من مركز لواء الوسطية وعلى بعد 2كم.
كما وفيها طريقين رئيسيين طريق الأغوار القديم وشارع 60 الواصل للمعبر الشمالي.
وتعتبر بلدة قم وعلى مدى أعوام طويلة مركزاً للواء الطيبة الذي كان يضم لوائي الوسطية والطيبة الحاليين،
وكان ناجي باشا العزام يدير هذة المنطقة في نهاية عهد العثمانيين ثم بداية عهد الإمارة ولغاية تأسيس مراكز حكومية رسمية في الألوية والنواحي والأقضية.
وسكانها حالياً يبلغ تعدادهم حوالي 2000 نسمة ولايزال قسم كبير من أهل البلدة يعملون بالزراعة وموظفون بالدولة ويعيشون حياة بسيطة.
ولا يوجد بها إلا عائلة العزام وتعتبر المركز العشائري لعائلة العزام ويوجد بها شيوخ قبيلة العزام وامتداد شيوخها من العهد العثماني يومنا هذا 
وما زال يطلق على شيخ القبيلة اسم باشا وهذا اللقب تعود تسمية من العهد العثماني.